# 菲利浦·克劳士比
菲利浦·克勞士比（1926年6月18日—2001年8月18日）是20世紀著名的品質管理學者。

## 生平
克勞士比早期曾參與馬丁公司的馬丁導彈計劃，奠定了他對品質管理的基礎，後來轉職到ITT公司，並從事品質管理的工作，他在公司任職達14年之久，晉升至副總裁及品質總監。1979年克勞士比出版了《品質是免費的》，同年離開ITT公司，自組了菲利浦·克勞士比公司。克勞士比的學說強調商品應該是零缺憾，品質管理是預防商品不及格，而不是對不合格的商品作出評估。